# Reunited
Reunited is een single van Peaches & Herb. Het is afkomstig van hun album 2 Hot!. Reunited was een vervolg op het in 1968 verschenen (We’ll be) United van hetzelfde zangduo. Van een reünie was echter geen sprake. Herb Fame (de man) zong in 1968 met "Peaches" Francine Barker en in 1978 met "Peaches" Linda Greene.
Reunited werd een daverend succes in de diverse hitparades. In de Verenigde Staten gingen meer dan 2.000.000 exemplaren over de toonbank, in het Verenigd Koninkrijk meer dan 500.000 exemplaren. Vandaar dat in de navolgende jaren een beperkt aantal covers verscheen. Het lied werd later ten gehore gebracht door David Hasselhoff tijdens de Val van de Berlijnse Muur in 1989. In 2002 werd het gezongen door een Britse "Peaches and Herb", zijnde Lulu en Cliff Richard.

## Hitnotering
Reunited stond 23 weken in de Amerikaanse Billboard Hot 100, waarvan vier weken op plaats nummer 1. in de Britse UK Singles Chart stond het dertien weken genoteerd met een vierde plaats als hoogste positie.

### Nederlandse Top 40
| Positie: | 31 | 20 | 8 | 5 | 2 | 2 | 1 | 2 | 2 | 7 | 12 | 16 | 32 | uit |

### NederlandseMega top 50
Het stuitte op Art Garfunkels Bright Eyes en Theme from The Deer Hunter (Cavatina) van The Shadows.
| Positie: | 34 | 16 | 10 | 5 | 2 | 2 | 2 | 2 | 2 | 3 | 6 | 15 | 23 | 50 | uit |

### BelgischeBRT Top 30
| Positie: | 9 | 6 | 2 | 2 | 1 | 1 | 1 | 2 | 11 | uit |

### VlaamseUltratop 30
| Positie: | 29 | 10 | 6 | 2 | 2 | 2 | 1 | 2 | 3 | 8 | 15 | 22 | uit |

### NPO Radio 2 Top 2000
| Nummer met noteringen in de NPO Radio 2 Top 2000 | '99  | '00 | '01  |
| ------------------------------------------------ | ---- | --- | ---- |
| Reunited                                         | 1812 | -   | 1969 |

1. ↑  Een '-' betekent dat het nummer niet was genoteerd en een vetgedrukt getal geeft de hoogste notering aan.
2. ↑  Deze tabel is bijgewerkt tot en met de laatste editie (2024).